# Ямнов, Василий Васильевич
Василий Васильевич Ямнов (1931, село Алгасово, Алгасовский район, Центрально-Чернозёмная область, РСФСР, СССР — 2000) — бригадир горнорабочих очистного забоя (ГРОЗ) шахты «Аютинская 13» комбината «Ростовуголь», город Шахты.

## Биография
Родился 2 декабря 1931 года селе Алгасово (ныне — Моршанского района Тамбовской области) в крестьянской семье.
Рано приобщился к технике. В родном селе водил трактор, потом слесарил. Служил в рядах Советской Армии. После демобилизации по комсомольской путёвке приехал работать в город Шахты, где его направили на шахту «Аютинская 13». Опыт работы тракториста и слесаря пригодился, когда он стал работать в шахте на комбайне, а потом — на струге.
В. В. Ямнов руководил комбайновой бригадой, которая занимала одно из первых мест в комбинате «Ростовуголь». Удостоен звания Заслуженного шахтёра РСФСР.
В 1969 году на шахтах города стали внедрять новую технику — узкозахватные комбайны «1К-101». Настойчивая борьба за техническое перевооружение велась и на шахте «Аютинская». Начались поиски резервов повышения производительности труда. Добычу угля и подготовительные работы стали вести одновременно. И вот первая победа: на-гора выдано за сутки 1000 тонн угля.
Василий Ямнов и его товарищи по бригаде обратились с призывом ко всем горнякам Дона, эксплуатирующим узкозахватную технику, добывать в сутки не менее 1000 тонн угля. Так началось знаменитое движение тысячников, развернувшееся на предприятиях комбината «Ростовуголь».
Затем по призыву 16 лучших горняцких коллективов развернулось Всесоюзное соревнование шахтёров за годовую добычу миллиона тонн угля на бригаду. Среди первых миллионную тонну угля выдала на-гора струговая бригада Заслуженного шахтёра Василия Васильевича Ямнова на шахте «Аютинская 13».
После окончания трудовой деятельности вышел на пенсию и был персональным пенсионером союзного значения.
Умер 4 апреля 2000 года.

## Награды
- Указом Президиума Верховного Совета СССР от 29 декабря 1973 года инициатору движения тысячников, за трудовую доблесть и достижение выдающихся успехов в выполнении социалистических обязательств Ямнову Василию Васильевичу присвоено высокое звание Героя Социалистического Труда. Орден Ленина № 422010, золотая медаль «Серп и Молот» № 13388, орденская книжка Героя № 030453, второй орден Ленина № 414958, орденская книжка Ж 646815.
- Заслуженный шахтёр РСФСР.